# Трубникова, Дарья Сергеевна
Да́рья Серге́евна Тру́бникова (род. 1 января 2003) — российская художественная гимнастка, двукратная чемпионка Юношеских Олимпийских игр, двукратная чемпионка Европы среди юниоров в команде и в упражнении с булавами, чемпионка России 2020 года в упражнениях с мячом и с лентой, бронзовая призёрка того же года в упражнениях с булавами.
Воспитанница отделения художественной гимнастики ДЮСШ «Квант» г. Обнинск.
Тренер в сборной страны — Амина Зарипова.
Кандидат в мастера спорта.
С января 2022 года является амбассадором спортивного бренда Demix.
В январе 2023 года Дарья объявила об уходе из спорта.

## Биография

### Спортивная карьера: 2018 год
По юниорам в 2018 году завоевала бронзу в личном многоборье на первенстве России, затем поехала на проходивший в июне чемпионат Европы и вернулась с двумя золотыми медалями: за упражнения с булавами и командной. В октябре представляла Россию в Буэнос-Айресе на летних юношеских Олимпийских играх и завоевала золото в личном многоборье.

### Спортивная карьера: 2019 год
В 2019 году для Дарьи начался первый сезон по сеньорам. На этапе Гран-При в Киеве в многоборье Дарья финишировала четвёртой с общим результатом 74.750. Также Дарья завоевала бронзовую медаль в финале с булавами с оценкой 19.600.
Следующий этап Гран-При был не менее удачным: Даша выиграла золото в многоборье с общим результатом 83.75.
В этом же году Даша выступала на чемпионате России, где выиграла золото в упражнении с обручем и серебро в упражнении с лентой.

### Спортивная карьера: 2020 год
Соревновательный сезон для Дарьи начался очень удачно. На Гран-при, проходившем в Москве, Даша выиграла серебро в многоборье с результатом 92.450. В финале с обручем Дарья завоевала бронзу, а в финале с булавами — золото, обогнав Дину Аверину.
Следующим стартом Даши стал Чемпионат России по художественной гимнастике. Даша попала в десятку лучших в многоборье, расположившись на восьмой строчке. Дарья прошла во все четыре финала, став первой в упражнении с мячом и лентой, а также третьей в упражнении с булавами.

### Спортивная карьера: 2021 год
Вошла в состав сборной России по художественной гимнастике на 2021 год.
Первый старт был на ежегодном международном турнире Гран-При Москва 2021. В индивидуальном многоборье Дарья заняла седьмое место с результатом 89,65.
На чемпионате России по художественной гимнастике 2021 в Москве Дарья завоевала золотую медаль в командном зачёте и бронзовую медаль в упражнении с мячом (26,65).
В финале клубного чемпионата Испании по художественной гимнастике в лиге GR Iberdrola League 2020 клуб Almara de Burjassot (CVA), за который выступала Дарья Трубникова, занял второе место. Первое место Дарья заняла в упражнениях с лентой (24,650) и второе место, после Екатерины Селезнёвой, в упражнениях с мячом (25,750).
Кубок мира по художественной гимнастике 2021 в Баку — золото (многоборье) с результатом 98.800, серебро (мяч).

## Программы
| Год  | Предмет    | Музыкальная композиция                                                                 |
| ---- | ---------- | -------------------------------------------------------------------------------------- |
| 2021 | Обруч      | La Forza del Destino (Overture) — The London Pops Orchestra, композитор Джузеппе Верди |
| 2021 | Мяч        | Filiae maestae Jerusalem, RV 638: II. Sileant Zephyri, композитор Антонио Вивальди     |
| 2021 | Булавы     | Runaway Baby — Бруно Марс                                                              |
| 2021 | Лента      | And The Waltz Goes On — Андре Рьё, композитор Энтони Хопкинс                           |
| 2020 | Обруч      | La Forza del Destino (Overture) — The London Pops Orchestra, композитор Джузеппе Верди |
| 2020 | Мяч        | Nature Boy — Eva Mattes & Danny Malando                                                |
| 2020 | Булавы (1) | Rama Lama Bang Bang — Roisin Murphy                                                    |
| 2020 | Булавы (2) | The Dirty Boogie — The Brian Setzer Orchestra                                          |
| 2020 | Лента (1)  | музыка из "История путешествий", композитор Альфред Шнитке                             |
| 2020 | Лента (2)  | And The Waltz Goes On — Андре Рьё, композитор Энтони Хопкинс                           |
| 2019 | Обруч      | Giselle (Retour des Vendangeurs, Valse, Watlz) — CSR Symphony Orchestra                |
| 2019 | Мяч        | Nature Boy — Eva Mattes & Danny Malando                                                |
| 2019 | Булавы (1) | Ojos Así (Live from Paris) — Шакира                                                    |
| 2019 | Булавы (1) | I Wanna Dance — Артём Узунов                                                           |
| 2019 | Булавы (2) | Саратовские переборы — Ансамбль Новгородская Мозаика                                   |
| 2019 | Булавы (4) | Tritsch-Tratsch-Polka — Джон Штраус ll                                                 |
| 2019 | Лента (1)  | La donna è mobile — José Carreras                                                      |
| 2019 | Лента (2)  | The Dirty Boogie by The Brian Setzer Orchestra                                         |
| 2018 | Обруч      | Libiamo ne' lieti calici — Luciano Pavarotti                                           |
| 2018 | Мяч        | Steppe — René Aubry                                                                    |
| 2018 | Булавы     | Delicado, Tico Tico — Raul Di Blasio                                                   |
| 2018 | Лента      | For Mama — Matt Monro                                                                  |
| 2017 | Обруч      |                                                                                        |
| 2017 | Мяч        | Steppe — René Aubry                                                                    |
| 2017 | Булавы     |                                                                                        |
| 2017 | Лента      |                                                                                        |
| 2016 | Обруч      |                                                                                        |
| 2016 | Мяч        |                                                                                        |
| 2016 | Булавы     | Hafanana — Валерий Леонтьев                                                            |
| 2016 | Лента      |                                                                                        |
| 2015 | Обруч      | Песня о Медведях — Алсу                                                                |
| 2015 | Мяч        |                                                                                        |
| 2015 | Булавы     | Hafanana — Валерий Леонтьев                                                            |
| 2015 | Лента      |                                                                                        |